# Drnovk
Drnovk é uma vila localizada no município de Brda na Eslovênia. Possuía uma população estimada de 129 habitantes em 2020.